# Eredivisie 1994-95
La Eredivisie 1994-95 fue la 39.ª edición de la Eredivisie. El campeón fue el Ajax Ámsterdam, conquistando su 17.ª Eredivisie y el 25.° título de campeón de los Países Bajos.

## Tabla de posiciones
| Pos. | Equipo                | PJ | PG | PE | PP | Pts. | GF  | GC | Dif. | Notas                        |
| ---- | --------------------- | -- | -- | -- | -- | ---- | --- | -- | ---- | ---------------------------- |
| 1    | Ajax Ámsterdam        | 34 | 27 | 7  | 0  | 61   | 106 | 28 | +78  | Liga de Campeones            |
| 2    | Roda JC               | 34 | 22 | 10 | 2  | 54   | 70  | 28 | +42  | Copa de la UEFA              |
| 3    | PSV Eindhoven         | 34 | 20 | 7  | 7  | 47   | 85  | 46 | +39  | Copa de la UEFA              |
| 4    | Feyenoord Rotterdam 1 | 34 | 19 | 5  | 10 | 43   | 66  | 56 | +10  | Recopa de Europa             |
| 5    | Twente                | 34 | 17 | 8  | 9  | 42   | 66  | 50 | +16  |                              |
| 6    | Vitesse               | 34 | 14 | 12 | 8  | 40   | 55  | 44 | +11  |                              |
| 7    | Willem II             | 34 | 13 | 8  | 13 | 34   | 44  | 48 | -4   |                              |
| 8    | RKC Waalwijk          | 34 | 11 | 11 | 12 | 33   | 46  | 49 | -3   |                              |
| 9    | Heerenveen            | 34 | 12 | 6  | 16 | 30   | 47  | 60 | -13  | Copa Intertoto               |
| 10   | NAC Breda             | 34 | 11 | 7  | 16 | 29   | 54  | 60 | -6   |                              |
| 11   | Volendam              | 34 | 8  | 13 | 13 | 29   | 37  | 55 | -18  |                              |
| 12   | Utrecht               | 34 | 8  | 11 | 15 | 27   | 43  | 60 | -17  |                              |
| 13   | Groningen             | 34 | 8  | 10 | 16 | 26   | 49  | 64 | -15  | Copa Intertoto               |
| 14   | Sparta Rotterdam      | 34 | 8  | 10 | 16 | 26   | 42  | 58 | -16  |                              |
| 15   | NEC Nijmegen          | 34 | 9  | 7  | 18 | 25   | 48  | 60 | -12  |                              |
| 16   | MVV Maastricht        | 34 | 7  | 9  | 18 | 23   | 41  | 71 | -30  | 2                            |
| 17   | Go Ahead Eagles       | 34 | 7  | 9  | 18 | 23   | 42  | 77 | -35  | 2                            |
| 18   | Dordrecht'90          | 34 | 5  | 10 | 19 | 20   | 40  | 67 | -27  | Descenso a la Eerste Divisie |

PJ = Partidos jugados; PG = Partidos ganados; PE = Partidos empatados; PP = Partidos perdidos; Pts. = Puntos; GF = Goles a favor; GC = Goles en contra; Dif. = Diferencia de goles
1 Ganador de la Copa de los Países Bajos.
2 MVV desciende después de perder la promoción de descenso. Go Ahead Eagles ganó y mantiene su plaza en la Eredivisie.

## Promoción
Grupo 1
| Pos. | Club          | PJ | PG | PE | PP | Pts. | GF | GC | Notas                        |
| 1    | De Graafschap | 6  | 4  | 1  | 1  | 9    | 12 | 8  | Ascenso a la Eredivisie      |
| 2    | ADO Den Haag  | 6  | 4  | 0  | 2  | 8    | 11 | 6  |                              |
| 3    | SC Heracles   | 6  | 2  | 1  | 3  | 5    | 8  | 15 |                              |
| 4    | MVV           | 6  | 0  | 2  | 4  | 2    | 8  | 15 | Descenso a la Eerste Divisie |

Grupo 2
| Pos. | Club            | PJ | PG | PE | PP | Pts. | GF | GC | Notas                          |
| 1    | Go Ahead Eagles | 6  | 5  | 1  | 0  | 11   | 13 | 6  | Permanece en la Eredivisie     |
| 2    | Excelsior       | 6  | 3  | 0  | 3  | 6    | 5  | 7  | Permanece en la Eerste Divisie |
| 3    | VVV-Venlo       | 6  | 1  | 2  | 3  | 4    | 10 | 11 | Permanece en la Eerste Divisie |
| 4    | AZ Alkmaar      | 6  | 1  | 1  | 4  | 3    | 9  | 13 | Permanece en la Eerste Divisie |